# 3月22日 (旧暦)
旧暦3月22日は旧暦3月の22日目である。六曜は赤口である。

## できごと
- 大化2年（ユリウス暦646年4月12日） - 薄葬令発布。大規模な墓の建設や家来等を殉死させることを禁止
- 康暦元年/天授5年（ユリウス暦1379年4月9日） - 北朝が永和から康暦に改元
- 明治3年（グレゴリオ暦1870年4月22日） - 東京府が人力車の営業を許可